# Tetracanthella clandestina
Tetracanthella clandestina är en urinsektsart som beskrevs av Louis Deharveng 1987. Tetracanthella clandestina ingår i släktet Tetracanthella och familjen Isotomidae. Inga underarter finns listade i Catalogue of Life.